# Francisco Javier González-Acuña
Pour les articles homonymes, voir Francisco González, González et Acuña.
Francisco Javier González-Acuña (surnom "Fico") est un mathématicien de l'institut de mathématiques de l'université nationale autonome du Mexique (UNAM) et du Centro de Investigación en Matemáticas (CIMAT), spécialisé dans la topologie en basses dimensions.

## Formation et carrière
Il a fait ses études supérieures à l’université de Princeton, où il a obtenu son doctorat. en 1970. Sa thèse, écrite sous la direction de Ralph Fox, s'intitulait On homology spheres.
Il travaille à l'institut de mathématiques de l'université nationale autonome du Mexique (UNAM) et du Centro de Investigación en Matemáticas (CIMAT), spécialisé dans la topologie en basses dimensions.

## Travaux
Un des premiers résultats de González-Acuña est qu'un groupe G est l'image homomorphique d'un groupe de nœuds (en) si et seulement si G est généré finiment (en) et a un poids au plus égal à un. Ce résultat (un « théorème remarquable », comme l'a qualifié Lee Neuwirth dans sa recension), a été publié en 1975 dans la revue très respectée Annals of Mathematics. En 1978, avec José María Montesinos, il répond à une question posée par Fox, qui prouve l'existence de deux nœuds dont les groupes ont une infinité de bouts.
Avec Hamish Short, González-Acuña a proposé et travaillé sur la conjecture de câblage : les seuls nœuds de la sphère 3 qui admettent une chirurgie de Dehn (en) réductible, c’est-à-dire une opération qui aboutit à une variété 3 réductible, sont les nœuds de câble (en). Cette hypothèse est l'une des questions les plus pertinentes et non résolues dans la théorie de la chirurgie de Dehn sur les nœuds dans la sphère 3.
González-Acuña a fait d’autres contributions importantes qui ont été publiées dans des revues telles que Transactions de la American Mathematical Society, Topologie et Mathematical Proceedings of the Cambridge Philosophical Society .

## L'école Fico Gonzalez Acuña de noeuds et 3-variétés
L'école de noeuds et de 3 variétés Fico Gonzalez Acuña est destinée à la communauté des étudiants en mathématiques, aux niveaux du premier et du troisième cycle. L’objectif de cette école est de présenter aux étudiants des informations pertinentes dans la topologie en basses dimensions, principalement dans les théories des noeuds et des variétés à trois variétés, en présentant un matériel intéressant et actuel qui n’est habituellement pas étudié dans les cursus ordinaires de master et de licence. Cela se fait par le biais de mini-cours et de conférences donnés par des experts reconnus du domaine, ainsi que d'ateliers de résolution de problèmes, au cours desquels les étudiants peuvent résoudre des exercices et proposer de nouveaux problèmes.
L'école est généralement réalisée au CIMAT, aux premiers jours de décembre.

## Voir également
- Centro de Investigación en Matemáticas (CIMAT)
- Université nationale autonome du Mexique (UNAM)

## Publications
- González-Acuña, F., Homomorphs of knot groups, Annals of Mathematics (2) 102 (1975), no. 2, 37–377. lien Math Reviews.
- González-Acuña, F., Montesinos, José M., Ends of knot groups, Annals of Mathematics (2) 108 (1978), no. 1, 91–96. lien Math Reviews.
- González-Acuña, F., Short, Hamish, Knot surgery and primeness. Math. Proc. Cambridge Philos. Soc. 99 (1986), no. 1, 89-102. lien Math Reviews.
- JC Gómez-Larrañaga, FJ González-Acuña, J. Hoste. Minimal Atlases on 3-manifolds, Math. Proc. Camb. Phil Soc. 109 (1991), 105-115. lien Math Reviews.